# Nicholas Mickelson
Look So Nicholas Kengkhetkid Mickelson (en tailandés: ลูกโซ่ นิโคลัส เก่งเขตกิจ มิคเคลสัน, Skien, 24 de julio de 1999) es un futbolista noruego, de origen tailandés, que juega en la demarcación de lateral izquierdo en el SV Elversberg de la 2. Bundesliga.
Aunque nació en Noruega, representa a Tailandia a nivel internacional.

## Trayectoria
El 30 de agosto de 2021, el OB, club de la Superliga de Dinamarca, confirmó que Mickelson se incorporaría al club el 1 de enero de 2022 como agente libre, al expirar su contrato con el equipo de la Eliteserien, Strømsgodset. Mickelson firmó un precontrato hasta junio de 2025. Sin embargo, el 31 de agosto de 2021, el OB confirmó que Mickelson se incorporaría al club con efecto inmediato.

## Selección nacional
El 25 de marzo de 2023, Mickelson debutó con la selección absoluta en un partido amistoso contra Siria en el Al-Shabab Stadium de Dubai.
El 10 de septiembre de 2023, Mickelson marcó su primer gol con la selección absoluta en un torneo amistoso, la King's Cup 2023, en el que empató a 2-2 con Irak en el Estadio del 700 Aniversario.
En noviembre de 2024, fue seleccionado en la selección de Tailandia para el Campeonato de la ASEAN 2024.

## Vida personal
Mickelson nació en Skien en Noruega, de padre noruego y madre tailandesa de Phitsanulok.

## Clubes
| Club          | País      | Año           |
| ------------- | --------- | ------------- |
| HamKam        | Noruega   | 2015-2018     |
| Strømsgodset  | Noruega   | 2019-2021     |
| Odense BK     | Dinamarca | 2021-2025     |
| SV Elversberg | Alemania  | 2025-presente |

### Selección nacional
| Selección                                  | Años                | Partidos | Goles |
| ------------------------------------------ | ------------------- | -------- | ----- |
| Noruega Sub-16                             | 2015                | 3        | 0     |
| Noruega Sub-17                             | 2016                | 2        | 0     |
| Noruega Sub-18                             | 2017                | 1        | 0     |
| Noruega Sub-18                             | 2018                | 7        | 0     |
| Noruega Sub-19                             | 2017                | 2        | 0     |
| Noruega Sub-19                             | 2018                | 5        | 0     |
| Noruega Sub-19                             | 2019                | 2        | 0     |
| Noruega Sub-20                             | 2019                | 2        | 0     |
| Noruega Sub-21                             | 2018                | 2        | 0     |
| Noruega Sub-21                             | 2019                | 1        | 0     |
| Noruega Sub-21                             | 2020                | 2        | 0     |
| Filipinas Sub-23                           | 2022                | 3        | 0     |
| Total en su carrera                        | Total en su carrera | 30       | 0     |
| Filipinas                                  | 2023                | 6        | 1     |
| Filipinas                                  | 2024                | 15       | 1     |
| Filipinas                                  | 2025                | 4        | 0     |
| Total en su carrera                        | Total en su carrera | 25       | 2     |
| Estadísticas hasta el 25 de marzo de 2025. |                     |          |       |